# Amtsbezirk Bau
Der Amtsbezirk Bau war ein Amtsbezirk im Kreis Flensburg-Land in der Provinz Schleswig-Holstein.

## Hintergrund
Nachdem 1867 die preußische Provinz Schleswig-Holstein eingerichtet worden war, erfolgte die Bildung des Amtsbezirk. 
Dieser umfasste Teile des Forstgutsbezirks Lindewitt und die folgenden Gemeinden:
1. Bau
2. Hönschnap
3. Kollund
4. Kracklund
5. Krusau
6. Kupfermühle
7. Niehuus
8. Nordschmedeby
9. Weibek

1909 wurde der Wohnplatzes Klues der Gemeinde Niehuus nach Flensburg eingemeindet.
Nach der Volksabstimmung in Schleswig wurden die Gemeinden bis auf Kupfermühle und Niehuus 1920 an Dänemark abgetreten. Dabei kommen auch unbewohnte Flächen von Kupfermühle und Niehuus an Dänemark. Im Gegenzug verbleiben unbewohnte Flächen von Krusau bei Deutschland und werden in die Gemeinde Niehuus eingegliedert. Der Amtsbezirk wird aufgelöst und Kupfermühle und Niehuus kommen in den Amtsbezirk Harrislee.